# Großsteingräber bei Goor
Die Großsteingräber bei Goor waren drei megalithische Grabanlagen der jungsteinzeitlichen Trichterbecherkultur bei Goor, einem Ortsteil von Putgarten im Landkreis Vorpommern-Rügen (Mecklenburg-Vorpommern). Sie wurden vermutlich im 19. Jahrhundert zerstört.

## Forschungsgeschichte
Die Existenz der Gräber wurde in den 1820er Jahren durch Friedrich von Hagenow erfasst und ihre Lage auf der 1829 erschienenen Special Charte der Insel Rügen vermerkt. Von Hagenows handschriftliche Notizen, die den Gesamtbestand der Großsteingräber auf Rügen und in Neuvorpommern erfassen sollten, wurden 1904 von Rudolf Baier veröffentlicht. Die Anlagen bei Goor wurden dabei nur listenartig aufgenommen.

## Lage
Die Gräber befanden sich nach von Hagenows Karte westlich von Goor auf einem Feld. Sie lagen recht nahe beieinander, zwei Gräber in ost-westlicher Richtung zueinander und das dritte etwa gleich weit von beiden in nordwestlicher bzw. nordöstlicher Richtung zu diesen. Südwestlich dieser drei zerstörten Anlagen befindet sich das heute noch erhaltene Großsteingrab Nobbin.

## Beschreibung
Nach von Hagenows Liste handelte es sich bei den drei Anlagen um Großdolmen ohne steinerne Umfassungen. Zur Ausrichtung und den Maßen liegen keine Angaben vor.